# Enrique Peña Nieto
Pour les articles homonymes, voir Peña (homonymie).
Enrique Peña Nieto, né le 20 juillet 1966 à Atlacomulco au Mexique, est un homme d'État mexicain. Membre du Parti révolutionnaire institutionnel, il est président de la République de 2012 à 2018.

## Biographie

### Député au Congrès de l'État de Mexico
En 2003, Enrique Peña Nieto est élu député du district XIII, à Atlacomulco, au Congrès de l'État de Mexico pour la LVe législature. Entre septembre 2003 et septembre 2004, il est coordinateur du groupe parlementaire du Parti révolutionnaire institutionnel (PRI) et préside l'Assemblée de coordination politique.

### Gouverneur de l'État de Mexico
Le 17 octobre 2004, le PRI lance le processus pour la désignation du candidat au poste de gouverneur de l'État de Mexico. Les candidats déclarés sont, outre Peña Nieto, Guillermo González Martínez, Oscar Gustavo Cárdenas Monroy, Jaime Vázquez Castillo, Eduardo Bernal Martínez, Ferdinand Alberto García Cuevas, Cuauhtémoc García Ortega, Isidro Pastor Medrano, Enrique Jacob Rocha, Héctor Luna de la Vega et Carlos Hank Rhon. En avril 2005, Enrique Peña Nieto est désigné comme le candidat unique du PRI et de son partenaire de coalition, le Parti vert écologiste du Mexique.
Le 3 juillet 2005, il est élu gouverneur de l'État de Mexico en obtenant 49,2 % des voix, largement devant ses adversaires du PAN et du PRD. Il exerce cette fonction entre le 16 septembre 2005 et le 15 septembre 2011.

### Candidat à la présidence de la République
Le 17 décembre 2011, Enrique Peña Nieto reçoit l'investiture comme candidat unique du PRI pour l'élection présidentielle du 1er juillet 2012, à l'issue de laquelle il est élu en obtenant 38,21 % des voix devant son principal adversaire Andrés Manuel López Obrador. Il est officiellement proclamé président élu le 31 août 2012, après un rejet du recours en annulation de l'élection présidentielle,.

### Président de la République
Enrique Peña Nieto prend ses fonctions de président de la République le 1er décembre 2012 et forme immédiatement son gouvernement.

#### Politique étrangère
En janvier 2015, le président américain Barack Obama renouvelle son engagement à aider militairement l'État mexicain dans sa lutte contre les cartels de la drogue. En août 2016, le président mexicain invite Donald Trump, alors candidat à la présidence des États-Unis, dans son pays. Le candidat républicain étant opposé à un rapprochement États-Unis-Mexique, sa visite est vue comme une humiliation et suscite la polémique dans le pays. Le 11 novembre 2016, Enrique Peña Nieto se dit « très optimiste » par rapport à la nouvelle relation qui liera les États-Unis du président Trump récemment élu au Mexique, affirmant qu'« un dialogue constructif » entre les deux pays permettra la prospérité de leurs deux sociétés.
Enrique Pena Nieto entreprend un rapprochement avec le gouvernement israélien, rencontrant Benyamin Netanyahou en septembre 2017 et signant avec lui plusieurs accords renforçant les liens et la coopération entre les deux pays. Il prend position en faveur d’Israël dans le cadre du conflit israélo-palestinien, s'engageant à soutenir ce pays à l'ONU et dans d’autres organismes internationaux. Quelques tensions étaient cependant apparues à la suite du soutien du Premier ministre israélien au projet du président américain de faire construire un mur à la frontière avec le Mexique.
Ses relations sont bonnes avec le président français François Hollande. Il reçoit de celui-ci la grand'croix de la Légion d'honneur en 2014,.

#### Politique économique
Dans le domaine économique, Enrique Peña Nieto fait modifier la Constitution mexicaine de façon à introduire une privatisation du secteur pétrolier, nationalisé depuis 1938 par le président Lázaro Cárdenas.
En novembre 2013, alors que le taux d'obésité chez les adultes mexicains est plus élevé au Mexique qu'aux États-Unis, il impose une nouvelle taxe sur les produits sucrés.
Le Mexique est confronté sous sa présidence à une hausse de la pauvreté (53,2 % de la population en 2014 contre 51,6 % en 2012 selon la Cepal) et des inégalités (baisse de 3,5 % des revenus des ménages entre 2012 et 2014 tandis que les quatre plus grandes fortunes détiennent désormais 9,5 % du PIB).

#### Augmentation de la criminalité
En 2014, Enrique Peña Nieto lance l'initiative de former une gendarmerie nationale.
La banche française d'Amnesty International souligne en 2014, à l'occasion de la visite à Paris d'Enrique Peña Nieto, les nombreuses exactions imputables à la police et à l'armée au Mexique. Les disparitions forcées, la torture et les détentions arbitraires sont des pratiques répandues.
Le massacre d'Iguala en 2014 (assassinat de 43 étudiants de gauche de l'école normale d'Ayotzinapa par une organisation criminelle avec la collaboration probable de la police) est devenu emblématique de l’insécurité, de l’impunité et de la collusion des pouvoirs au Mexique. Des enquêteurs internationaux ont suggéré que des membres haut placés de l'administration du président Peña Nieto étaient impliqués. Une enquête dirigée par le Groupe interdisciplinaire d'experts indépendants (GIEI) a révélé l'existence à Iguala d'un centre d'opérations stratégiques à travers lequel la police, l'armée et le ministère public général surveillaient les étudiants d'Ayotzinapa bien avant les meurtres. L'école figurait sur une liste confidentielle des organisations constituant une « menace pour la sécurité nationale » remise au chef de l’État par ses conseiller. Après la fin de l'administration Peña Nieto, l’ex-procureur général Jesus Murillo Karam et le juge chargé de l’enquête Tomas Zeron, tous deux proches du gouvernement, sont recherchés pour « disparition forcée, torture et délits contre l’administration de la justice » à la suite de la publication d’un rapport d’une commission officielle qui a qualifié cette affaire de « crime d’État », des preuves ayant été falsifiées.
En 2017, les médias indiquent que le Mexique est le deuxième pays le plus dangereux du monde, après la Syrie. Selon les chiffres officiels, les journalistes sont plus souvent menacés par les forces de police que par les cartels de la drogue ou les petits délinquants. Le pays connait en outre une augmentation considérable de la criminalité, avec des meurtres en hausse de 58 % depuis l’arrivée au pouvoir de Peña Nieto.

#### Popularité et élections
En juin 2015, à la suite des élections de mi-mandat, Enrique Peña Nieto préserve une fine majorité de 33 % au Congrès de l'Union. D'après The New York Times, près de deux milliards de dollars ont été utilisés par son gouvernement en cinq ans pour acheter les médias – en partie en payant pour des publicités en échange d'une couverture favorable. La presse, en particulier celle proche des milieux d'affaires, a largement soutenu son action.
Il devient le président le plus impopulaire de l'histoire du Mexique en raison des scandales de corruption à répétition, des violations des droits de l’homme et des mauvais résultats économiques de son administration. Personnellement mis en cause pour l'achat d'une propriété d'une valeur de sept millions de dollars, connue comme la « Maison Blanche », puis contesté par d'imposantes manifestations contre l'augmentation des prix du carburant décidée par son gouvernement (5 personnes sont tuées et 1 500 arrêtées), sa popularité s'écroule à 12 % d'opinions favorables en 2017.

### Après la présidence
Enrique Peña Nieto quitte ses fonctions présidentielles le 1er décembre 2018 tandis qu'Andrés Manuel López Obrador (Morena, centre gauche), vainqueur de l'élection présidentielle du 1er juillet précédent avec 53 % des voix, lui succède. Le candidat du PRI et ancien ministre des Finances de Peña Nieto, José Antonio Meade Kuribreña, a pour sa part rassemblé 16 % des voix lors de ce scrutin.
Enrique Peña Nieto s’exile à Madrid à partir de 2020, étant mis en examen au Mexique pour enrichissement illicite, blanchiment d'argent et pour délits à caractère électoral et patrimonial. Selon El País, l'ancien président mexicain est titulaire d'un « passeport doré », un document accordé par le gouvernement espagnol aux personnes qui investissent au moins 500 000 euros dans une propriété en Espagne, qu'il renouvelle en 2022 pour une durée de cinq ans. Il réside dans un quartier chic de la capitale espagnole où il se consacrerait au golf selon la presse.

## Controverses

### Image et proximité avec les médias
Enrique Peña Nieto est accusé d’utiliser à son avantage son image, notamment son physique, pour charmer les électeurs. Il souhaite renvoyer l’image d’un mari faisant partie d'une famille parfaite, apparaissant régulièrement avec sa femme, ancienne actrice de téléromans populaire au Mexique. En 2012, le magazine Le Temps fait état de contrats tenus secrets entre Enrique Peña Nieto et une chaine de télévision populaire du Mexique afin de contribuer à l’embellissement de son image publique. Azam Ahmed fait mention de sommes exorbitantes dépensées en publicité. Il aurait également eu recours à la censure de la presse et à la corruption entre son gouvernement et les journalistes locaux afin de faire taire tout commentaire négatif. Mais à la fin de sa présidence, son image n’évoque que la corruption et de l’inefficacité, et se voit écornée par l’assassinat des 43 étudiants d’Ayotzinapa. Une autre raison du déclin de son image est qu’il n’assistait qu’aux réunions politiques ayant lieu dans les grandes villes cosmopolites du Mexique au lieu d’aller rendre visite aux zones pauvres du pays.
Le 6 juin 2012, le quotidien britannique The Guardian publie des informations dénonçant l'existence d'un accord entre le conglomérat multimédia Televisa et Enrique Peña Nieto sur des informations relatives à lui-même et à López Obrador aux élections fédérales mexicaines de 2006 dans l'objectif de favoriser le premier et porter préjudice au second. Bien que les informations du Guardian correspondent à d'autres faits et informations antérieurs, les documents et leur degré d'exactitude ou de véracité sont difficiles à évaluer,. En novembre 2012, l'institut électoral fédéral rejette la pertinence juridique de ces accusations, affirmant qu'aucun acte illégal n'a été commis. Le 11 mai 2012, à la suite de sa participation au forum de l'université ibéro-américaine, le mouvement Yo soy 132 est créé,. Un de ses objectifs est (sauf pour les représentants de l'Institut technologique autonome de Mexico) de s'opposer à l'« imposition médiatique » opérée par Enrique Peña Nieto ou de tout autre candidat,,,.

### Affaire Banca Monex
Pendant la campagne électorale pour la présidence, le PRD et le PAN ont dénoncé l'achat de votes de la part du PRI. L'unité de contrôle de l'Institut fédéral électoral (IFE) a confirmé qu'une personne morale à caractère marchand avait financé 9 924 comptes bancaires électroniques, pour un montant total de 70 815 534 pesos. Selon le PRD et le PAN, ces fonds auraient été destinés à payer la structure du PRI dans les bureaux de vote pour influencer illégitimement et illégalement le vote des électeurs. Cet avis a été garanti à la suite de la découverte de relations entre le PRI, Alkino et d'autres entreprises marchandes pour un montant de 66 millions de pesos distribués par l'intermédiaire de la banque Banca Monex. En janvier 2013, l'IFE valide l'avis de l'unité de contrôle et a avisé le PRI-PVEM qu'il recourait à des opérations illicites pour le financement de la campagne d'Enrique Peña Nieto.
L'équipe de campagne de Peña Nieto a également bénéficié des services du consultant politique controversé Juan José Rendón (qui avait auparavant contribué aux campagnes d'Álvaro Uribe, de Porfirio Lobo ou encore d'Henrique Capriles) et de son pirate informatique Andrés Sepúlveda. Ce dernier, selon ses propres aveux, disposait avec son équipe de 600 000 dollars de budget pour manipuler les réseaux sociaux et créer un enthousiasme factice pour la campagne de Peña Nieto, injecter des logiciels espions dans les programmes informatiques des candidats adverses, et voler des plans de campagnes. Andrés Sepúlveda est actuellement emprisonné en Colombie pour avoir, en relation avec la campagne présidentielle d'Óscar Zuluaga, espionné des responsables politiques et militaires ; tandis que Juan José Rendón est suspecté d'avoir reçu de fortes rétributions financières des narcos-paramilitaires pour faire valoir leurs intérêts auprès des autorités colombiennes,.

### Affaire Odebrecht
Selon les aveux de trois anciens responsables de l'entreprise brésilienne Odebrecht, cette dernière aurait injecté 4 millions de dollars dans la campagne présidentielle de Peña Nieto. Elle aurait ensuite obtenu des contrats de Pemex (la compagnie pétrolière nationale mexicaine), alors dirigée par Emilio Lozoya, un proche collaborateur de Peña Nieto et cadre du PRI, qui aurait lui-même touché personnellement 10 millions de dollars de la multinationale brésilienne. Il est arrêté en février 2020.
Selon des informations publiées par l'association Mexicains contre la corruption et l'impunité, Peña Nieto aurait rencontré quatre fois Marcelo Odebrecht, le principal dirigeant de l'entreprise, entre 2010 et 2014.

### El Chapo
En novembre 2018, lors du procès du mafieux mexicain Joaquín Guzmán, dit El Chapo, il est accusé par l'avocat de ce dernier, tout comme son prédécesseur à la présidence, Felipe Calderón, d'avoir reçu lors de son mandat des millions de dollars du cartel de la drogue de Sinaola. Tous les mis en cause nient fermement.

### Espionnage d'opposants politiques et de journalistes
De 2014 à 2017, quelque 15 000 personnes ont été ciblées par Pegasus, un logiciel espion piratant les téléphones mobiles. Cette surveillance de masse a coûté des centaines de millions de dollars à l’État mexicain. Les cibles étaient des responsables politiques, des journalistes, des militants, des magistrats ou encore des diplomates,

## Vie personnelle
En 1993, Peña Nieto épouse sa première femme, Mónica Pretelini (1965-2007) et le couple a trois enfants: Paulina, Alejandro et Nicole.
Peña Nieto est le cousin d' Alfredo del Mazo Maza , qui a été gouverneur de l' État de Mexico de 2017 à 2023, dont son grand-père, son père, son oncle éloigné Arturo Montiel , ainsi que Peña Nieto lui-même, ont déjà été gouverneurs. 

## Prix et distinctions
- Prix de l'« Homme d’État de l’année » en 2014 : « honore les dirigeants qui soutiennent la paix et la liberté, par la promotion de la tolérance, la dignité humaine et les droits de l’homme ». Prix remis par la fondation Appeal of Conscience.

#### Publications abordant Enrique Peña Nieto
- (es) Enrique Olivares, El neopresidencialismo mexicano y Enrique Peña Nieto, Mexico, Plaza y Valdés, 2011, 298 p. (ISBN 9786074023886, OCLC 769479587)
- (es) Rafael Rodríguez Castañeda, El lado oscuro de Enrique Peña Nieto, Mexico, Planeta, coll. « Temas de hoy », 2012, 303 p. (ISBN 9786070711145, OCLC 797001137)
- (es) Emeterio Guevara Ramos, Los medios en la democracia : Enrique Peña Nieto presidente, Bloomington, Palibrio, 2012, 366 p. (ISBN 9781463335700, OCLC 805046136)
- (es) Sanjuana Martínez (en), Soy la dueña : una historia de poder y avaricia, Mexico, Planeta, coll. « Temas de hoy », 2016, 295 p. (ISBN 9786070736520, OCLC 986674473)
- (es) Ricardo Ravelo Galó (d), En manos del narco : el nuevo rostro del crimen y su relación con el poder, Mexico, Ediciones B, 2016, 226 p. (ISBN 9786075291017, OCLC 1040585254)
- (es) Martín Moreno, El derrumbe : retrato de un México fallido, Mexico, Aguilar, 2017, 295 p. (ISBN 9786073148412, OCLC 967728978)
- (es) Carmen del Pilar Loboguerrero Carrasco, Enrique Peña Nieto : el arquitecto del México posmoderno, Toluca, Conocimiento y Saber Siglo XXI, 2018, 352 p. (ISBN 9786077647140, OCLC 1084814069)
- (es) Daniel Kerner et Carlos Petersen, Aplauso perdido : análisis del sexenio de Enrique Peña Nieto, Mexico, Turner, 2018, 163 p. (ISBN 9786077711162, OCLC 1139836862)

#### Publications d'Enrique Peña Nieto
- (es) Enrique Peña Nieto, México, la gran esperanza : un estado eficaz para una democracia de resultados, Mexico, Grijalbo, 2011, 212 p. (ISBN 9786073107655, OCLC 970493640)